# درو غودمان
درو غودمان (بالإنجليزية: Drew Goodman)‏ هو معلق رياضي أمريكي، ولد في 13 أبريل 1963 في باوند ريدج ‏ في الولايات المتحدة.